# Paracheirodon
Paracheirodon, rod malenih slatkovodnih južnoameričkih ribica u rijekama Orinoco i Rio Negro. Narastu tek nešto više od dva cm. Zastupljena je od 3 vrste, crvena neonka (Paracheirodon axelrodi), plava neonka (Paracheirodon innesi) i Zelena neonska tetra (Paracheirodon simulans). Hrane se crvićima, insektima i drugom sitnom hranom, kao zooplankton.
Ovaj rod riba pripada porodici Characidae, red Characiformes.